# Johann Christoph von Harstall

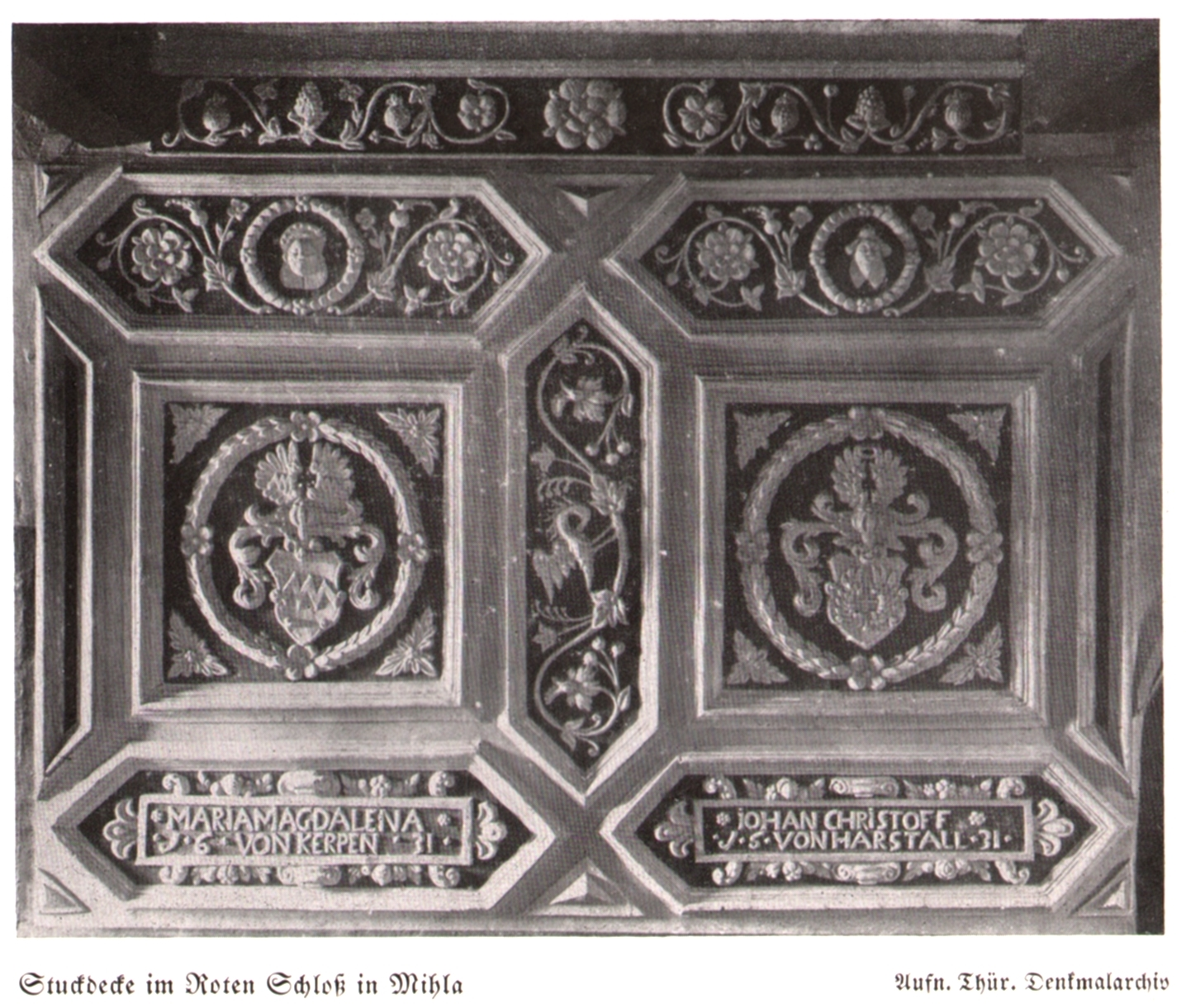
Stuckdecke im Festsaal aus der Zeit des Johann Chr. von Harstall und seiner Frau Maria Magdalena (ca. 1650).

Johann Christoph von Harstall war kurmainzischer Vizedom in Erfurt und Besitzer mehrerer Rittergüter in Thüringen.
Er stammte aus dem thüringischen Adelsgeschlecht derer von Harstall und war ein Sohn Wilhelms von Harstall. Von 1610 bis 1613 studierte er Rechtswissenschaften an der Universität Erfurt, wo er auch promovierte. Nach Thüringen zurückgekehrt übernahm er aus der väterlichen Erbmasse dessen Rittergüter. Aufgrund seiner Finanzstärke rettete er die benachbarte Familie von Seebach aus einer Notlage und kaufte 1625 zwei Drittel von deren stark verschuldeten Rittergut Kammerforst, den sogenannten Oberhof. Ferner war er Erb-, Lehn- und Gerichtsherr auf Bernterode, Katharinenberg und Mihla. Im letzteren Ort sorgte er für den Ausbau des Roten Schlosses.
Von ca. 1620 bis 1620 war er kurmainzischer Vizedom in Erfurt, musste von dort jedoch aufgrund der schwedischen Besatzung zu seinen Verwandten nach Eisenach fliehen. Später zog er nach Heiligenstadt und kehrte erst nach 1635 wieder nach Erfurt zurück.
Am 24. September 1613 heiratete er Maria Magdalena von Kerpen, die Schwester von Johann Walter von Kerpen.